# Flocons de céréales

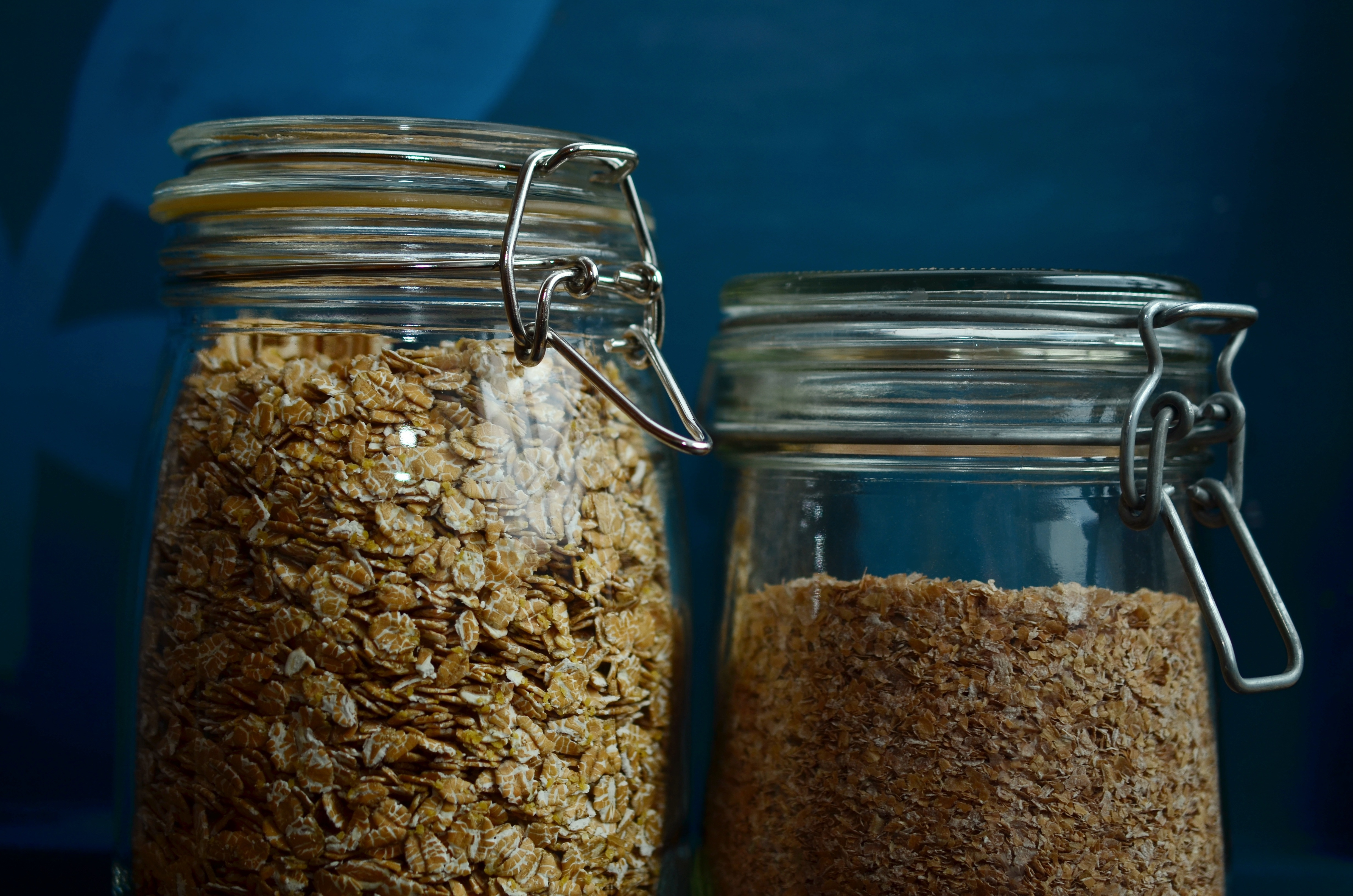
Deux bocaux contenant respectivement des flocons d'avoine et d’épeautre.

Les flocons de céréales sont un aliment constitué de grains d'une céréale ou d'un fruit nettoyés, éventuellement décortiqués, précuits, puis aplatis par laminage et enfin séchés,.
Il existe de nombreux types de flocons : d'avoine, de millet, de quinoa, de châtaigne, de maïs, de blé, d’épeautre, de sarrasin, de soja, d'azuki etc..

## Intérêts
Le principal intérêt de ce conditionnement est la rapidité de préparation pour le consommateur : les flocons ne nécessitent pratiquement plus de cuisson pour être consommés, sucrés ou salés.